# Округ Хенри (Алабама)
Округ Хенри (енгл. Henry County) је округ у америчкој савезној држави Алабама. По попису из 2010. године број становника је 17.302. Седиште округа је град Абевил.

## Демографија
Према попису становништва из 2010. у округу је живело 17.302 становника, што је 992 (6,1%) становника више него 2000. године.
| Група             | 2000.          | 2010.          |
| Белци             | 10.647 (65,3%) | 11.731 (67,8%) |
| Афроамериканци    | 5.268 (32,3%)  | 4.942 (28,6%)  |
| Азијати           | 10 (0,1%)      | 54 (0,3%)      |
| Хиспаноамериканци | 249 (1,5%)     | 389 (2,2%)     |
| Укупно            | 16.310         | 17.302         |